# Masao Nakamura
Masao Nakamura (jap. 中村 正雄, ur. 15 maja 1892 w prefekturze Ishikawa, zm. 25 grudnia 1939 w Kuangsi) – generał Cesarskiej Armii Japońskiej podczas wojny chińsko-japońskiej.

## Życiorys
Masao Nakamura urodził się w prefekturze Ishikawa. W 1913 roku kończył 25 klasę Cesarskiej Akademii Armii Japońskiej a w 1920 32 klasę Army Staff College of Japan. W latach 1924–1927 był attaché wojskowym we Francji, a następnie rezydentem we Włoszech (1933-1934).
W latach 19366-1938 służył jako szef sztabu 12 Dywizji. W 1939 awansowany na stopień generała majora jako dowódca 21 Brygady 5 Dywizji. Walczył podczas bitwy pod południowym Kuangsi, gdzie brygada została rozbita, a Nakamura zginął w pobliżu Nanning. Pośmiertnie awansowany na Generała porucznika.